# Alluaudomyia quinquepunctata
Alluaudomyia quinquepunctata är en tvåvingeart som beskrevs av Tokunaga 1940. Alluaudomyia quinquepunctata ingår i släktet Alluaudomyia och familjen svidknott. Inga underarter finns listade i Catalogue of Life.